# Phlogophilus hemileucurus
El colibrí colipinto ecuatoriano (Phlogophilus hemileucurus), también denominado colipinto ecuatoriano (en Ecuador), colibrí ecuatoriano (en Colombia), cola-pintada ecuatoriano (en Perú) o colibrí serrano blanco,  es una especie de ave apodiforme de la familia Trochilidae (los colibríes), una de las dos pertenecientes al género Phlogophilus. Es nativo de regiones andinas del noroeste de América del Sur.

## Distribución y hábitat
Se distribuye por la pendiente oriental de los Andes desde el suroeste de Colombia (oeste de Putumayo y este de Cauca) al sur a través del este de Ecuador hasta el noreste de Perú (San Martín y Loreto).
Esta especie es considerada común, pero de distribución fragmentada, en sus hábitats naturales: los bordes de selvas húmedas y crecimientos secundarios de estribaciones andinas en altitudes entre 500 y 1200m. Forrajea entre los estratos bajo y medio entre dos y cuatro metros del suelo.

## Estado de conservación
El colibrí colipinto ecuatoriano había sido calificado como «vulnerable» por la Unión Internacional para la Conservación de la Naturaleza (IUCN) principalmente debido a su zona de distribución restringida; sin embargo, en nueva evaluación realizada en 2022 se lo calificó como «preocupación menor».

## Sistemática

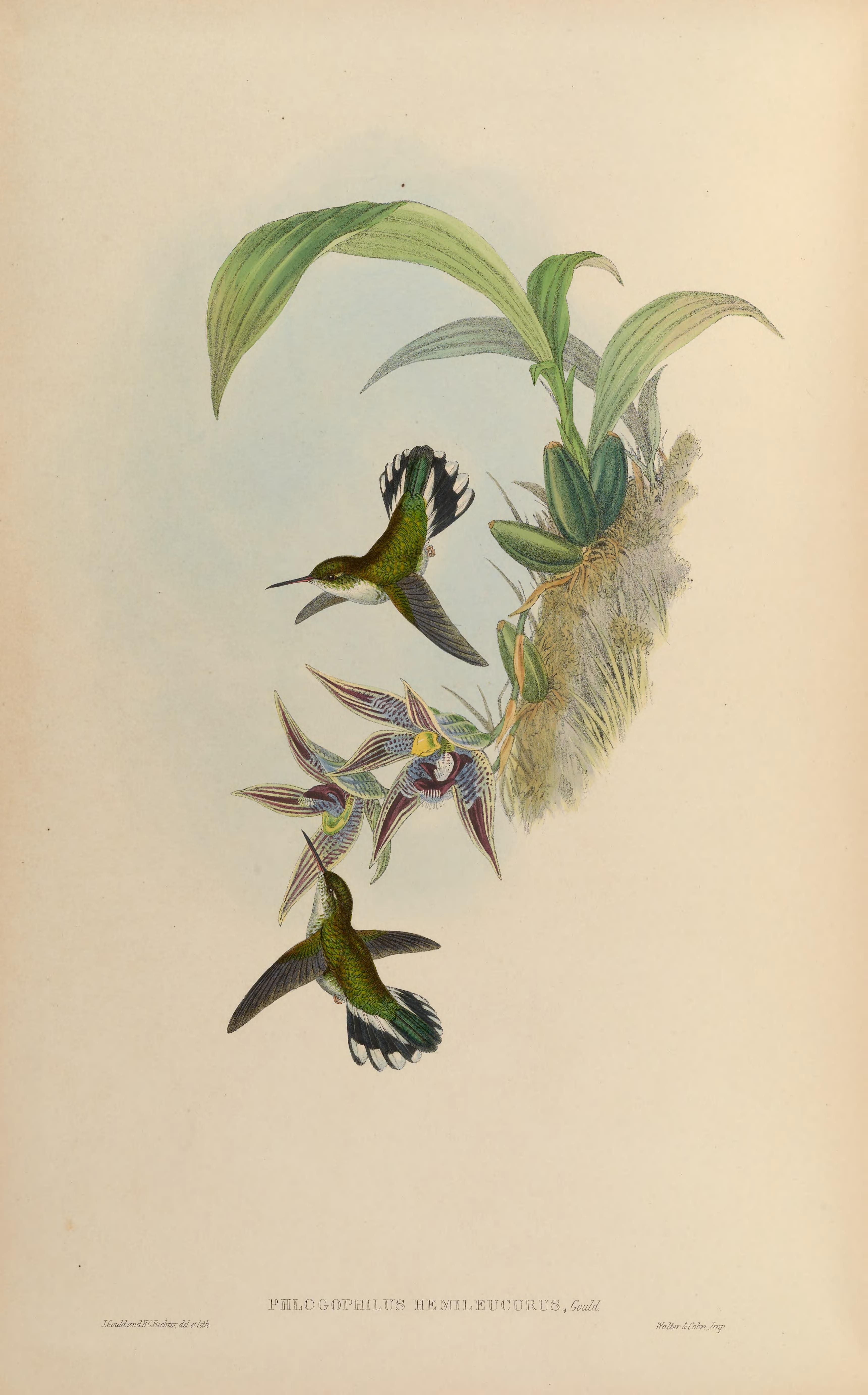
Phlogopsis hemileucurus en una orquídea Paphinia cristata, ilustración de Gould y Richter en A monograph of the Trochilidae, or family of humming-birds 5, 1861.

### Descripción original
La especie P. hemileucurus fue descrita por primera vez por el ornitólogo británico John Gould en 1860 bajo el mismo nombre científico; su localidad tipo es: «márgenes del río Napo, Ecuador».

### Etimología
El nombre genérico femenino «Phlogophilus» se compone de las palabras del griego «phlox» que significa ‘destello de luz’, y «philos» que significa ‘que ama’; y el nombre de la especie «hemileucurus», se compone de las palabras del griego «hēmi» que significa ‘medio, pequeño’, «leukos» que significa ‘blanco’ y «oura» que significa ‘cola’.

### Taxonomía
Es hermana de Phlogophilus harterti. Es monotípica.